# Condado de Berkeley (Virgínia Ocidental)
O Condado de Berkeley (em inglês:  Berkeley County) é um dos 55 condados do estado norte-americano da Virgínia Ocidental. A sede e maior cidade do condado é Martinsburg. Foi fundado em 1772 e recebeu o seu nome em homenagem a Norborne Berkeley (c. 1717-1770), membro do parlamento britânico e governador real da Virgínia entre 1768 e 1770.
O condado possui uma área de 833 km², dos quais 832 km² estão cobertos por terra e 1 km² por água, uma população de 104 169 habitantes, e uma densidade populacional de 125,2 hab/km² (segundo o censo nacional de 2010). É o segundo condado mais populoso da Virgínia Ocidental.